# Jérémy Doku
Jérémy Baffour Doku (Anversa, 27 maggio 2002) è un calciatore belga di origini ghanesi, attaccante del Manchester City e della nazionale belga.

## Caratteristiche tecniche
Gioca prevalentemente come ala sinistra, potendo però svariare su tutto il fronte offensivo.Abile nel tagliare in area, in fasi di finalizzazione si accentra con il destro, il suo pide forte. Tecnico, rapido e dotato di un ottimo dribbling, predilige agire sulle fasce per cercare l'assist a un compagno ed, eventualmente, la conclusione personale.

## Carriera

### Club

#### Gli inizi, Anderlecht
Cresciuto nel settore giovanile dell'Anderlecht, dove è approdato all'età di 10 anni, esordisce con il club il 25 novembre 2018, disputando l'incontro di Pro League perso 4-0 contro il Sint-Truiden. Ottiene poi altre cinque presenze, tuttavia senza mai andare a segno.
Nella stagione 2019-2020 viene impiegato stabilmente in prima squadra. Il 1º dicembre 2019 realizza la sua prima rete da professionista contro l'Ostenda perdendo per 3-2, mentre il 7 marzo 2020 mette a segno una doppietta ai danni del Zulte Waregem vincendo per 7-0. La sua ultima rete per la squadra la segna contro il SK Beveren vincendo per 4-2, conclude la stagione con 5 gol in 28 presenze totali.

#### Rennes
Il 5 ottobre 2020 viene ceduto per 26 milioni di euro al Rennes, debuttando in Ligue 1 sedici giorni dopo, nell'incontro pareggiato 1-1 con il Digione. Il 20 dello stesso mese, invece, esordisce in UEFA Champions League contro il Krasnodar. Il 20 marzo 2021 segna una delle tre reti che consente ai rossoneri di prevalere sul Metz (3-1). Conclude la prima stagione con 3 reti in 34 partite.
L'anno successivo subisce diversi infortuni, tra cui un grave infortunio al pettorale destro durante una sessione di allenamento in palestra, saltando di conseguenza buona parte del campionato e tornando a disposizione della squadra soltanto nel mese di maggio,ha segnato un solo gol, con la rete del 2-0 battendo il Lorient.
La stagione 2022-2023 è quella della consacrazione, migliorandosi sotto porta con sei reti realizzate in campionato: realizza il gol del 1-0 battendo il Nantes, è autore di una doppietta in due partita, battendo prima lo Stade Reims per 3-0 e poi il l'Angers per 4-2, infine segna una rete nella vittoria per 5-0 ai danni dell'Ajaccio.

#### Manchester City
Il 24 agosto 2023 viene acquistato per 60 milioni di euro a titolo definitivo dal Manchester City, club con cui sottoscrive un contratto di cinque anni. Esordisce nella Premier League il 2 settembre , giocando da titolare la patita vinta per 5-1 contro il Fulham. Nella gara successiva, il 16 settembre segna la sua prima rete con i Citizens, nel successo per 3-1 in casa del West Ham. Il 4 ottobre segna anche la sua prima rete in Champions League, nel successo per 3-1 in casa del Lipsia. 
Nell'edizione 2024-2025 del campionato Doku segna un gol sconfiggendo il Fulham per 3-2, nel successo contro il Nottingham Forest realizza la rete del 3-0, un altro gol lo sigla nella schiacciante vittoria per 6-0 battendo l'Ipswich Town, Doku con il suo assist permette a Matheus Nunes di realizzare la rete del 2-1 sconfiggendo l'Aston Villa, inoltre con il suo passaggio consente a Kevin De Bruyne di segnare il gol del 1-0 ottenendo una vittoria contro il Wolverhampton. Il 18 giugno 2025 segna una rete nella prima partita esordio del Mondiale per Club FIFA 2025, nel successo per 2-0 contro i marocchini del Wydad Casablanca, realizza un gol anche contro la Juventus vincendo per 5-2.

#### Nazionale
Ha giocato nelle nazionali giovanili belghe Under-15, Under-16, Under-17 ed Under-21.
Il 5 settembre 2020 esordisce con la nazionale maggiore belga durante la partita giocata contro la Danimarca e valevole per la Nations League. Pochi giorni dopo viene impiegato da titolare nell'incontro vinto con l'Islanda, realizzando peraltro la rete del 5-1 finale.
Convocato per disputare la fase finale del campionato d'Europa 2020, fa il debutto nella manifestazione nell'ultima partita del Gruppo B, vinta contro la Finlandia per 2-0. Torna in campo, ancora da titolare, nel match perso contro l'Italia ai quarti di finale, disputando comunque una prestazione eccelsa culminata con il rigore da lui procurato, poi trasformato dal compagno Romelu Lukaku.

## Statistiche

### Presenze e reti nei club
Statistiche aggiornate al 18 giugno 2025.
| Stagione               | Squadra                | Campionato             | Campionato | Campionato | Coppe nazionali | Coppe nazionali | Coppe nazionali | Coppe continentali | Coppe continentali | Coppe continentali | Altre coppe | Altre coppe | Altre coppe | Totale | Totale |
| Stagione               | Squadra                | Comp                   | Pres       | Reti       | Comp            | Pres            | Reti            | Comp               | Pres               | Reti               | Comp        | Pres        | Reti        | Pres   | Reti   |
| ---------------------- | ---------------------- | ---------------------- | ---------- | ---------- | --------------- | --------------- | --------------- | ------------------ | ------------------ | ------------------ | ----------- | ----------- | ----------- | ------ | ------ |
| 2018-2019              | Anderlecht             | D1                     | 6          | 0          | CB              | 0               | 0               | -                  | -                  | -                  | -           | -           | -           | 6      | 0      |
| 2019-2020              | Anderlecht             | D1                     | 28         | 5          | CB              | 3               | 1               | -                  | -                  | -                  | -           | -           | -           | 31     | 6      |
| Totale Anderlecht      | Totale Anderlecht      | Totale Anderlecht      | 34         | 5          |                 | 3               | 1               |                    | -                  | -                  |             | -           | -           | 37     | 6      |
| 2020-2021              | Rennes                 | L1                     | 34         | 3          | CF              | 1               | 0               | UCL                | 6                  | 0                  | -           | -           | -           | 41     | 3      |
| 2021-2022              | Rennes                 | L1                     | 3          | 0          | CF              | 1               | 1               | UECL               | 2+1                | 0                  | -           | -           | -           | 7      | 1      |
| 2022-2023              | Rennes                 | L1                     | 38         | 7          | CF              | 2               | 1               | UEL                | 4                  | 0                  | -           | -           | -           | 44     | 8      |
| ago. 2023              | Rennes                 | L1                     | 2          | 1          | CF              | 0               | 0               | UEL                | 0                  | 0                  | -           | -           | -           | 2      | 1      |
| Totale Stade Rennais   | Totale Stade Rennais   | Totale Stade Rennais   | 77         | 11         |                 | 4               | 2               |                    | 13                 | 0                  |             | -           | -           | 94     | 13     |
| set. 2023-2024         | Manchester City        | PL                     | 29         | 3          | FACup+CdL       | 6+1             | 2+0             | UCL                | 7                  | 1                  | CS+SU+Cmc   | 0           | 0           | 43     | 6      |
| 2024-2025              | Manchester City        | PL                     | 29         | 3          | FACup+CdL       | 1+1             | 2+1             | UCL                | 4                  | 0                  | CS+Cmc      | 1+2         | 0+2         | 38     | 8      |
| Totale Manchester City | Totale Manchester City | Totale Manchester City | 58         | 6          |                 | 9               | 5               |                    | 11                 | 1                  |             | 3           | 2           | 81     | 14     |
| Totale carriera        | Totale carriera        | Totale carriera        | 172        | 22         |                 | 16              | 8               |                    | 21                 | 1                  |             | 3           | 2           | 203    | 33     |

### Cronologia presenze e reti in nazionale
| Cronologia completa delle presenze e delle reti in nazionale ― Belgio | Cronologia completa delle presenze e delle reti in nazionale ― Belgio | Cronologia completa delle presenze e delle reti in nazionale ― Belgio | Cronologia completa delle presenze e delle reti in nazionale ― Belgio | Cronologia completa delle presenze e delle reti in nazionale ― Belgio | Cronologia completa delle presenze e delle reti in nazionale ― Belgio | Cronologia completa delle presenze e delle reti in nazionale ― Belgio | Cronologia completa delle presenze e delle reti in nazionale ― Belgio |
| Data                                                                  | Città                                                                 | In casa                                                               | Risultato                                                             | Ospiti                                                                | Competizione                                                          | Reti                                                                  | Note                                                                  |
| --------------------------------------------------------------------- | --------------------------------------------------------------------- | --------------------------------------------------------------------- | --------------------------------------------------------------------- | --------------------------------------------------------------------- | --------------------------------------------------------------------- | --------------------------------------------------------------------- | --------------------------------------------------------------------- |
| 5-9-2020                                                              | Copenaghen                                                            | Danimarca                                                             | 0 – 2                                                                 | Belgio                                                                | UEFA Nations League 2020-2021 - 1º turno                              | -                                                                     | 80’                                                                   |
| 8-9-2020                                                              | Bruxelles                                                             | Belgio                                                                | 5 – 1                                                                 | Islanda                                                               | UEFA Nations League 2020-2021 - 1º turno                              | 1                                                                     |                                                                       |
| 8-10-2020                                                             | Bruxelles                                                             | Belgio                                                                | 1 – 1                                                                 | Costa d'Avorio                                                        | Amichevole                                                            | -                                                                     | 68’                                                                   |
| 11-10-2020                                                            | Londra                                                                | Inghilterra                                                           | 2 – 1                                                                 | Belgio                                                                | UEFA Nations League 2020-2021 - 1º turno                              | -                                                                     | 83’                                                                   |
| 14-10-2020                                                            | Reykjavík                                                             | Islanda                                                               | 1 – 2                                                                 | Belgio                                                                | UEFA Nations League 2020-2021 - 1º turno                              | -                                                                     | 68’                                                                   |
| 30-3-2021                                                             | Lovanio                                                               | Belgio                                                                | 8 – 0                                                                 | Bielorussia                                                           | Qual. Mondiali 2022                                                   | 1                                                                     | 77’                                                                   |
| 3-6-2021                                                              | Bruxelles                                                             | Belgio                                                                | 1 – 1                                                                 | Grecia                                                                | Amichevole                                                            | -                                                                     | 46’                                                                   |
| 6-6-2021                                                              | Bruxelles                                                             | Belgio                                                                | 1 – 0                                                                 | Croazia                                                               | Amichevole                                                            | -                                                                     | 81’                                                                   |
| 21-6-2021                                                             | San Pietroburgo                                                       | Finlandia                                                             | 0 – 2                                                                 | Belgio                                                                | Euro 2020 - 1º turno                                                  | -                                                                     | 76’                                                                   |
| 2-7-2021                                                              | Monaco di Baviera                                                     | Belgio                                                                | 1 – 2                                                                 | Italia                                                                | Euro 2020 - Quarti di finale                                          | -                                                                     |                                                                       |
| 18-11-2022                                                            | Al Kuwait                                                             | Belgio                                                                | 1 – 2                                                                 | Egitto                                                                | Amichevole                                                            | -                                                                     | 82’                                                                   |
| 1-12-2022                                                             | Al Rayyan                                                             | Croazia                                                               | 0 – 0                                                                 | Belgio                                                                | Mondiali 2022 - 1º turno                                              | -                                                                     | 72’                                                                   |
| 17-6-2023                                                             | Bruxelles                                                             | Belgio                                                                | 1 – 1                                                                 | Austria                                                               | Qual. Euro 2024                                                       | -                                                                     | 84’                                                                   |
| 20-6-2023                                                             | Tallinn                                                               | Estonia                                                               | 0 – 3                                                                 | Belgio                                                                | Qual. Euro 2024                                                       | -                                                                     | 57’                                                                   |
| 9-9-2023                                                              | Mərdəkan                                                              | Azerbaigian                                                           | 0 – 1                                                                 | Belgio                                                                | Qual. Euro 2024                                                       | -                                                                     | 66’ 90+2’                                                             |
| 12-9-2023                                                             | Bruxelles                                                             | Belgio                                                                | 5 – 0                                                                 | Estonia                                                               | Qual. Euro 2024                                                       | -                                                                     |                                                                       |
| 13-10-2023                                                            | Vienna                                                                | Austria                                                               | 2 – 3                                                                 | Belgio                                                                | Qual. Euro 2024                                                       | -                                                                     | 87’                                                                   |
| 19-11-2023                                                            | Bruxelles                                                             | Belgio                                                                | 5 – 0                                                                 | Azerbaigian                                                           | Qual. Euro 2024                                                       | -                                                                     |                                                                       |
| 23-3-2024                                                             | Dublino                                                               | Irlanda                                                               | 0 – 0                                                                 | Belgio                                                                | Amichevole                                                            | -                                                                     | 46’                                                                   |
| 26-3-2024                                                             | Londra                                                                | Inghilterra                                                           | 2 – 2                                                                 | Belgio                                                                | Amichevole                                                            | -                                                                     |                                                                       |
| 5-6-2024                                                              | Bruxelles                                                             | Belgio                                                                | 2 – 0                                                                 | Montenegro                                                            | Amichevole                                                            | -                                                                     | 46’                                                                   |
| 8-6-2024                                                              | Bruxelles                                                             | Belgio                                                                | 3 – 0                                                                 | Lussemburgo                                                           | Amichevole                                                            | -                                                                     | 65’                                                                   |
| 17-6-2024                                                             | Francoforte sul Meno                                                  | Belgio                                                                | 0 – 1                                                                 | Slovacchia                                                            | Euro 2024 - 1º turno                                                  | -                                                                     | 84’                                                                   |
| 22-6-2024                                                             | Colonia                                                               | Belgio                                                                | 2 – 0                                                                 | Romania                                                               | Euro 2024 - 1º turno                                                  | -                                                                     | 72’                                                                   |
| 26-6-2024                                                             | Stoccarda                                                             | Ucraina                                                               | 0 – 0                                                                 | Belgio                                                                | Euro 2024 - 1º turno                                                  | -                                                                     | 77’                                                                   |
| 1-7-2024                                                              | Düsseldorf                                                            | Francia                                                               | 1 – 0                                                                 | Belgio                                                                | Euro 2024 - Ottavi di finale                                          | -                                                                     |                                                                       |
| 6-9-2024                                                              | Debrecen                                                              | Belgio                                                                | 3 – 1                                                                 | Israele                                                               | UEFA Nations League 2024-2025 - 1º turno                              | -                                                                     | 73’                                                                   |
| 9-9-2024                                                              | Lione                                                                 | Francia                                                               | 2 – 0                                                                 | Belgio                                                                | UEFA Nations League 2024-2025 - 1º turno                              | -                                                                     | 83’                                                                   |
| 10-10-2024                                                            | Roma                                                                  | Italia                                                                | 2 – 2                                                                 | Belgio                                                                | UEFA Nations League 2024-2025 - 1º turno                              | -                                                                     | 87’                                                                   |
| 14-10-2024                                                            | Bruxelles                                                             | Belgio                                                                | 1 – 2                                                                 | Francia                                                               | UEFA Nations League 2024-2025 - 1º turno                              | -                                                                     |                                                                       |
| 23-3-2025                                                             | Genk                                                                  | Belgio                                                                | 3 – 0                                                                 | Ucraina                                                               | UEFA Nations League 2024-2025 - Play-off                              | -                                                                     |                                                                       |
| 6-6-2025                                                              | Skopje                                                                | Macedonia del Nord                                                    | 1 – 1                                                                 | Belgio                                                                | Qual. Mondiali 2026                                                   | -                                                                     |                                                                       |
| 9-6-2025                                                              | Bruxelles                                                             | Belgio                                                                | 4 – 3                                                                 | Galles                                                                | Qual. Mondiali 2026                                                   | 1                                                                     |                                                                       |
| Totale                                                                |                                                                       | Presenze                                                              | 33                                                                    |                                                                       | Reti                                                                  | 3                                                                     |                                                                       |

| Cronologia completa delle presenze e delle reti in nazionale ― Belgio under 21 | Cronologia completa delle presenze e delle reti in nazionale ― Belgio under 21 | Cronologia completa delle presenze e delle reti in nazionale ― Belgio under 21 | Cronologia completa delle presenze e delle reti in nazionale ― Belgio under 21 | Cronologia completa delle presenze e delle reti in nazionale ― Belgio under 21 | Cronologia completa delle presenze e delle reti in nazionale ― Belgio under 21 | Cronologia completa delle presenze e delle reti in nazionale ― Belgio under 21 | Cronologia completa delle presenze e delle reti in nazionale ― Belgio under 21 |
| Data                                                                           | Città                                                                          | In casa                                                                        | Risultato                                                                      | Ospiti                                                                         | Competizione                                                                   | Reti                                                                           | Note                                                                           |
| ------------------------------------------------------------------------------ | ------------------------------------------------------------------------------ | ------------------------------------------------------------------------------ | ------------------------------------------------------------------------------ | ------------------------------------------------------------------------------ | ------------------------------------------------------------------------------ | ------------------------------------------------------------------------------ | ------------------------------------------------------------------------------ |
| 6-9-2019                                                                       | Wrexham                                                                        | Galles under 21                                                                | 1 – 0                                                                          | Belgio under 21                                                                | Qual. Europeo Under-21 2021                                                    | -                                                                              | 70’                                                                            |
| 10-9-2019                                                                      | Oud-Heverlee                                                                   | Belgio under 21                                                                | 0 – 0                                                                          | Bosnia ed Erzegovina under 21                                                  | Qual. Europeo Under-21 2021                                                    | -                                                                              | 90+1’                                                                          |
| 15-10-2019                                                                     | Oud-Heverlee                                                                   | Belgio under 21                                                                | 4 – 1                                                                          | Moldavia under 21                                                              | Qual. Europeo Under-21 2021                                                    | 1                                                                              | 56’                                                                            |
| 17-11-2019                                                                     | Friburgo in Brisgovia                                                          | Germania under 21                                                              | 2 – 3                                                                          | Belgio under 21                                                                | Qual. Europeo Under-21 2021                                                    | -                                                                              | 87’                                                                            |
| Totale                                                                         |                                                                                | Presenze                                                                       | 4                                                                              |                                                                                | Reti                                                                           | 1                                                                              |                                                                                |

## Palmarès

### Club

#### Competizioni nazionali
- Campionato inglese: 1

Manchester City: 2023-2024
- Community Shield: 1

Manchester City: 2024